# Saxicola sibilla
Saxicola sibilla és un ocell endèmic de Madagascar i pertanyent a la família dels muscicàpids (Muscicapidae). És un ocell petit, molt semblant al bitxac africà tant pel seu plomatge com pel seu comportament, però que es distingeix d'ell pel negre més extens a la gola i un mínim taronja-vermell a la part superior del pit dels mascles.
Segons la llista mundial d'ocells del Congrés Ornitològic Internacional (versió 11.2, juliol 2021) aquest tàxon tindria la categoria d'espècie, basant-se en evidències genètiques. Tanmateix, altres obres taxonòmiques, com el Handook of the Birds of the World i la quarta versió de la BirdLife International Checklist of the birds of the world (Desembre 2019), el consideren encara una subespècie del bitxac africà (Saxicola torquatus sibilla).